# Dietwil
Dietwil (gsw. Diettel) – gmina (niem. Einwohnergemeinde) w Szwajcarii, w kantonie Argowia, w okręgu Muri. Liczy 1 355 mieszkańców (31 grudnia 2020).